# Ben Butler
Ben Butler – brytyjski projektant Red Bull Racing, zespołu Formuły 1.

## Życiorys
Ben Butler przez sześć lat uczył się poprzez praktyki projektowania dla Lotus Engineering. W 1998 roku rozpoczął pracę w dziele skrzyń biegów, hydrauliki i systemów podwozi dla Stewart Grand Prix, gdy zespół został przejęty przez Jaguar Racing jego głównym zadaniem była praca w dziale systemów mechanicznych. W 2005 roku zespół został przejęty przez Red Bull Racing, wtedy to Butler stał się projektantem łączącym dział projektowania z zespołem na torze wyścigowym. Red Bull Racing przekształcił Minardi na Scuderia Toro Rosso, a Butler został przeniesiony do włoskiego zespołu i był mocno zaangażowany w konfigurację. Od tego czasu do września 2009 roku był szefem zespołu montażu do czasu, gdy przeniósł się do bazy zespołu, Feanzy we Włoszech, gdzie stał się głównym projektantem. Od 2012 roku jest projektantem w Red Bull Racing, w dziale Red Bull Technology w Milton Keynes w Wielkiej Brytanii.